# آشپزی لیختن‌اشتاین

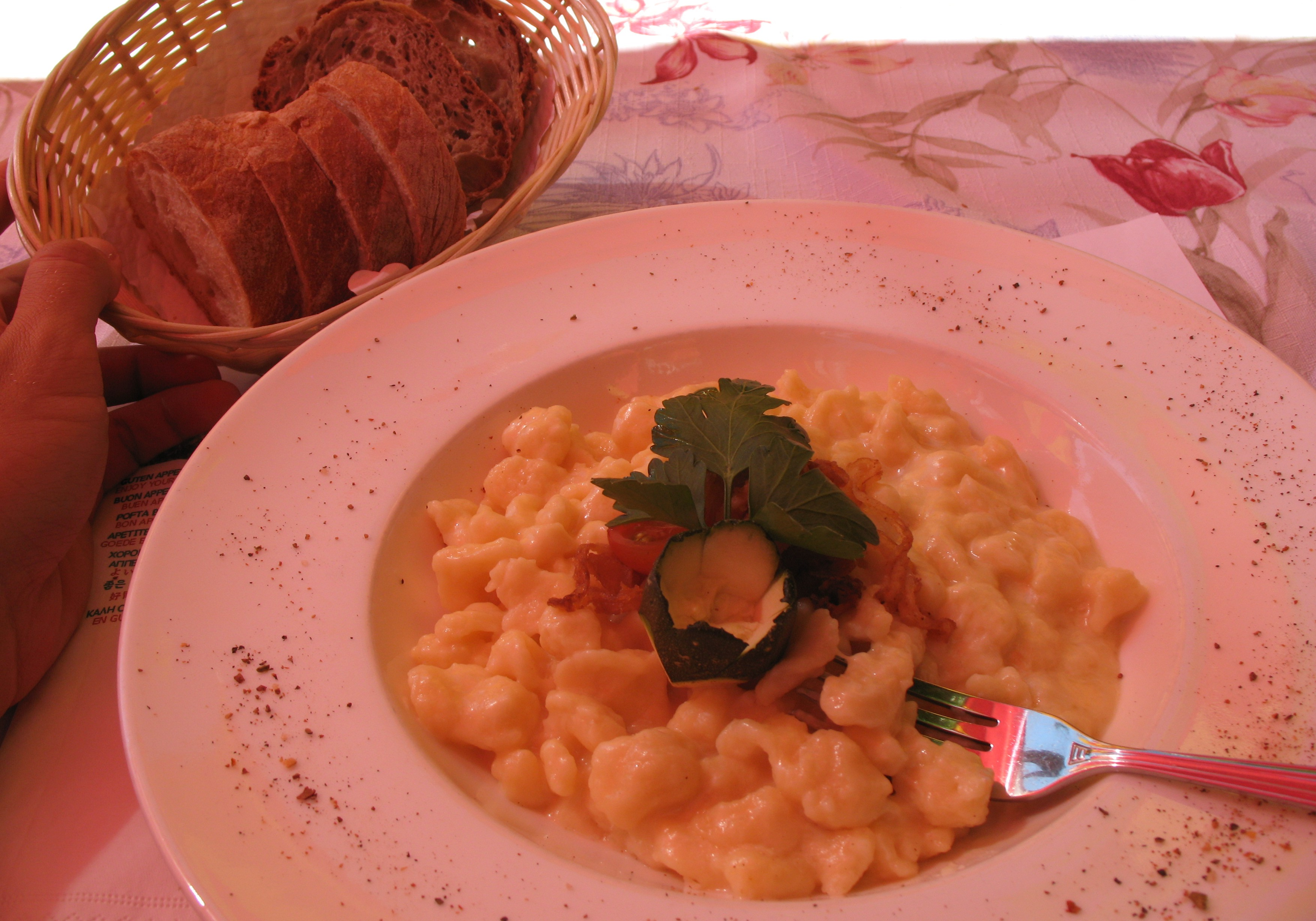
الک

آشپزی لیختن‌اشتاین پخت و پز لیختن‌اشتاین است. آشپزی متنوعی است و تحت تأثیر خوان کشورهای اطراف خود، به ویژه سوئیس و اتریش قرار گرفته، و همین‌طور از آشپزی اروپای مرکزی تأثیر پذیرفته است. پنیر و سوپ از بخشهای جدا نشدنی آشپزی لیختن اشتاین می‌باشد. به دلیل گستردگی صنایع لبنی، حضور فرآورده‌های شیری در آشپزی این کشور یه روال عادی است. سبزیجات رایج شامل سبزی‌ها، سیب زمینی و کلم می‌باشد. گوشت‌هایی که مصرف بالایی دارند شامل گوشت گاو، مرغ و خوک است. خوردن سه وعده غذا در روز یه امر عادی است و غذاها اغلب همان غذاهای متعارف هستند.

## غذاها و خوراکی‌های رایج

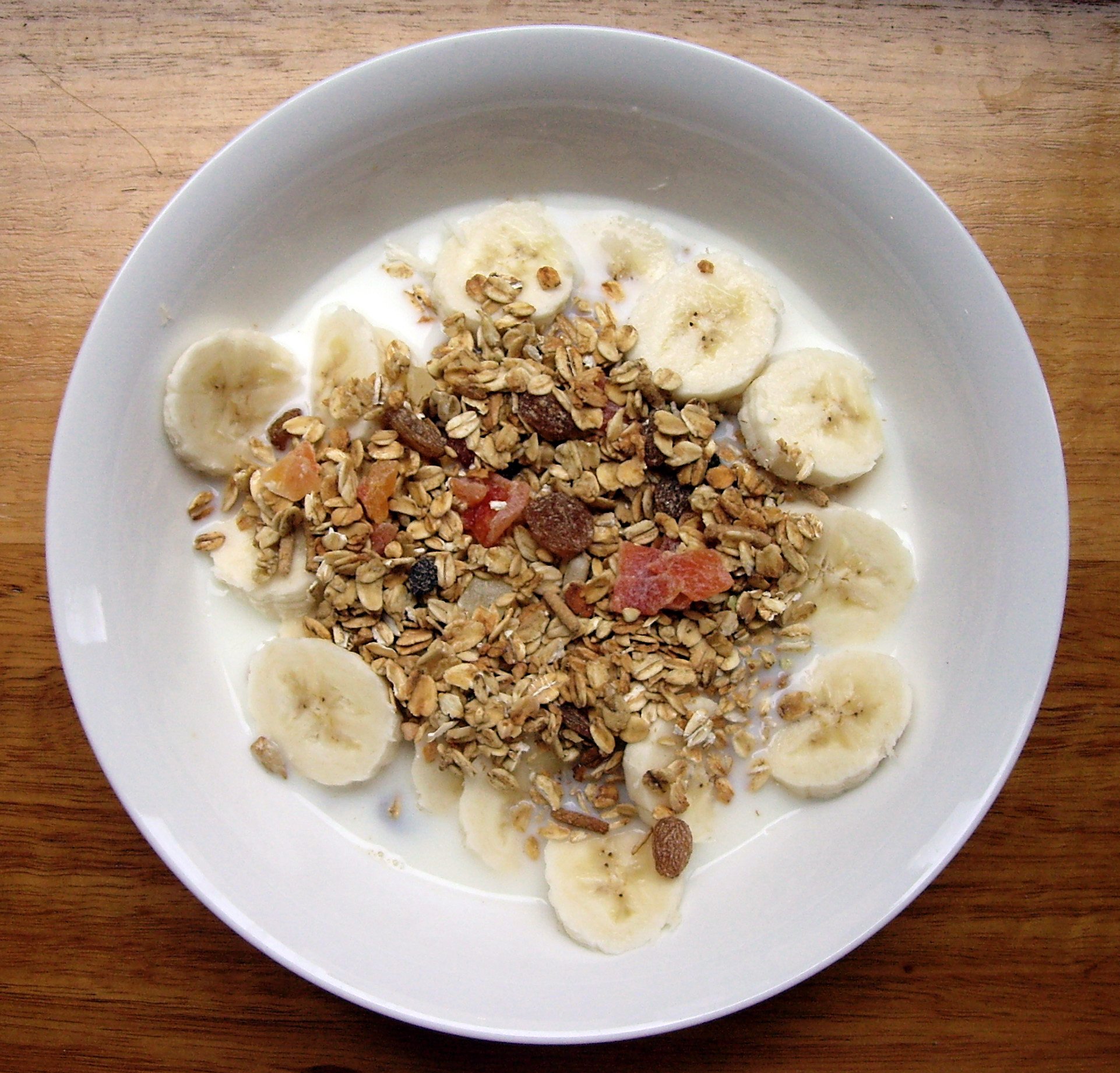
موسلی یک صبحانه رایج در آشپزی لیختن اشتاین است

- مارچوبه اغلب اوقات مورد استفاده قرار می‌گیرد.
- نان[۲]
- Hafalaab، سوپی با ژامبون یا بیکن ودامپلینگ آرد ذرت.[۴]
- کازاشپاتزل، دامپلینگ کوچکی که روی آن پنیر و پیاز قرار دارد.[۳][۵]
- جگر[۲]
- موسلی، جوی دوسر پرک نپخته، میوه و دانه‌هایی که در آب یا آب میوه تر شده‌اند.
- شیرینی‌ها[۲]

## نوشیدنی‌های رایج
- آبجو[۲]
- قهوه[۲]
- شیر–به عنوان یک نوشیدنی توسط تعداد زیادی از لیختن اشتاینی‌ها مصرف می‌شود.[۲]
- شراب[۲]